# SC Popești-Leordeni
Sport Club Popești-Leordeni, cunoscut sub numele de SC Popești-Leordeni, sau pur și simplu Popești-Leordeni, este un club de fotbal românesc cu sediul în Popești-Leordeni, județul Ilfov . Ei joacă în prezent în Liga a III-a.

## Cronologia numelor
| Nume                    | Perioadă       |
| CS Popești-Leordeni     | 2011–2013      |
| Gloria Popești-Leordeni | 2013–2016      |
| SC Popești-Leordeni     | 2016 – prezent |

## Parcursul competițional
| Sezon   | Nivel | Divizie                      | Loc | Cupa României |
| ------- | ----- | ---------------------------- | --- | ------------- |
| 2024–25 | 3     | Liga a III-a (Seria a III-a) | TBD | Play-off      |
| 2023–24 | 3     | Liga a III-a (Seria a IV-a)  | 2   | Turul 3       |
| 2022–23 | 3     | Liga a III-a (Seria a IV-a)  | 2   | Turul 3       |
| 2021–22 | 3     | Liga a III-a (Seria a III-a) | 2   | Turul 3       |
| 2020–21 | 3     | Liga a III-a (Seria a III-a) | 3   | Turul 3       |
| 2019–20 | 3     | Liga a III-a (Seria a II-a)  | 6   | Turul 4       |
| 2018–19 | 3     | Liga a III-a (Seria a II-a)  | 5   | Turul 2       |

| Sezon   | Nivel | Divizie                      | Loc | Cupa României                  |
| ------- | ----- | ---------------------------- | --- | ------------------------------ |
| 2017–18 | 3     | Liga a III-a (Seria a III-a) | 5   | Turul 2                        |
| 2016–17 | 3     | Liga a III-a (Seria a II-a)  | 6   | Turul 4                        |
| 2015–16 | 3     | Liga a III-a (Seria a II-a)  | 11  | Turul 1                        |
| 2014–15 | 3     | Liga a III-a (Seria a II-a)  | 7   | Turul 1                        |
| 2013–14 | 3     | Liga a III-a (Seria a II-a)  | 6   |                                |
| 2012–13 | 4     | Liga a IV-a (IF)             | 2   | Câștigătoare în fază județeană |

## Palmares
- Liga a III-a
  - Locul 2 (3): 2021–22, 2022–23, 2023–24
- Liga IV – Județul Ilfov
  - Locul 2 (1): 2012–13
- Liga V – Județul Ilfov
  - Câștigători (1): 2011–12
- Cupa României – Județul Ilfov
  - Câștigători (1): 2012–13